# David Chase
David Henry DeCesare (ur. 22 sierpnia 1945 w Mount Vernon, Nowy Jork) – amerykański scenarzysta, reżyser i producent filmowy pochodzenia włoskiego. Największą sławę przyniosło mu stworzenie serialu HBO Rodzina Soprano, który opisuje mafię z New Jersey. Serial miał swoją premierę w 1999 i od razu zyskał wielką sławę. W 1978 zdobył swoją pierwszą nagrodę Emmy za najlepszą serial dramatyczny Prywatny detektyw Jim Rockford (The Rockford Files). W 2005 otrzymał specjalną nagrodę im. Edgara Allana Poego przyznawaną przez Mystery Writers of America za całokształt twórczości.
Dorastał we włosko-amerykańskiej rodzinie w Clifton w New Jersey. Jego ojciec, Henry Chase, właściciel sklepu z narzędziami, zmienił nazwisko z „DeCesare” na „Chase” na długo przed urodzeniem syna. W 1964, po ukończeniu szkoły średniej, David Chase uczęszczał na Wake Forest University w Winston-Salem. Występował jako perkusista w zespole rockowym i starał się być profesjonalnym muzykiem, grając na perkusji i basie, próbując być częścią odnoszącego sukcesy zespołu rockowego w latach 60. na scenie muzycznej East Coast. Zainteresował się filmem po obejrzeniu dramatu gangsterskiego Wróg publiczny nr 1 (1931) z Jamesem Cagneyem i serialu kryminalnego Nietykalni (1959) z Robertem Stack. Po dwóch latach przeniósł się na Uniwersytet Nowojorski, gdzie postanowił kontynuować karierę filmową, choć decyzja ta nie została dobrze przyjęta przez jego rodziców. Następnie uczęszczał do szkoły filmowej Tisch School of the Arts przy Uniwersytecie Stanforda.
Był głównym scenarzystą i producentem 20. odcinków serialu kryminalnego NBC Prywatny detektyw Jim Rockford (The Rockford Files, 1976–1979) z udziałem Jamesa Garnera w roli prywatnego detektywa Jamesa Scotta „Jima” Rockforda, wyreżyserował i napisał scenariusz do jednego z odcinków serialu NBC Nowa seria Alfred Hitchcock przedstawia - pt. „Enough Rope for Two” (1986) z Jeffem Fahey, Darlanne Fluegel i Timem Daly oraz był scenarzystą i producentem wykonawczym Przystanku Alaska (1993–1995).
Był reżyserem i scenarzystą dramatu Not Fade Away (2012) z Bellą Heathcote i Jamesem Gandolfini.
Zasiadał w jury sekcji „Horyzonty” na 71. MFF w Wenecji (2014).